# Fon (språk)

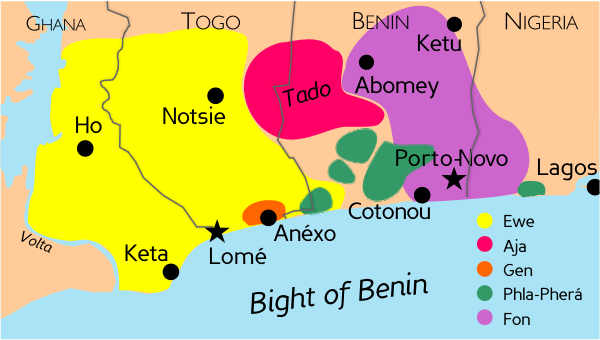
Fon talas i området märkt med lila.

Fon (lokalt Fɔngbe) är en del av gbespråken inom Niger-Kongospråken. Fon talas huvudsakligen i södra Benin av omkring 1,9 miljoner människor. I grannlandet Togo talar omkring 35 000 människor fon. I Benin används fon i administrationen, näringslivet och i tidningar, radio och TV. Inom utbildning har franska varit det förhärskande språket, men nu börjar fon bli allt vanligare. Det finns mer än femtio dialekter av fon.